# Rav
 Der er for få eller ingen kildehenvisninger i denne artikel, hvilket er et problem. Du kan hjælpe ved at angive troværdige kilder til de påstande, som fremføres i artiklen.

Rav (C10H16O) er forstenet harpiks af bl.a. Guldlærk (Pseudolarix amabilis). En betingelse for, at der dannes rav, er, at harpiksen ender i havet og ligger der i mindst 30-50 millioner år. Først efter denne lange iltfrie proces med trykpåvirkninger, hvorved plantesaften forandrer sig, og olieindholdet reduceres, dannes det rigtige ægte rav. Overgangsformerne mellem harpiks og ægte rav kaldes kopal. Dette materiale er mere porøst, så man kan knække flager af med en negl. Verdens ældste rav er 235-231 millioner år gammelt, og det er fundet i Østrig og Bayern. Danmarks ældste rav er fundet på Bornholm og er 170 millioner år gammelt. Densiteten af rav er i gennemsnit 1,05 g/mL, dvs. kun en anelse højere end densiteten af havvand. Rav flyttes derfor let rundt af vandmasser i bevægelse. Rav, der er fundet som opskyl på en strand, anses for at være finere end rav gravet ud af jorden. Hvis man er heldig, kan man finde fossiler af insekter i ravklumper.
Rav kan brænde og giver derved en dejlig duft. Når man gnider på rav, udvikles statisk elektricitet. Når ravet udnyttes til smykker, bliver det tit opvarmet og senere slebet og poleret. Alt efter hvilken opvarmningsmetode man anvender, kan man skabe forskellige farver og sprængningsmønstre. Rav har bedst af at blive opbevaret mørkt og lufttæt, men ravsmykker kan vedligeholdes ved at blive anvendt, da kropsfedt fra huden medvirker til at holde ravet blankt.
Helt siden oldtiden har mennesket anvendt rav og ravsmykker som betalingsmiddel, og siden dengang har ravet haft en rolle som vidundermiddel mod alskens dårligdomme. Derfor findes også utallige mundheld og historier om ravet – én af historierne fortæller, hvordan rav blev til: Da frugtbarhedsgudinden Frejas mand Od forsvandt, græd hun bitre tårer. De tårer, der landede på jorden, blev til guld, mens de tårer, der landede i havet, blev til rav.

Oprindelse: Mange, f.eks. Danmark, Baltiske
område, Dominikanske Republik, Rumænien, USA, Sicilien, Myanmar, Mexico.
Kemisk sammensætning: Hærdet harpiks. Formel C10H18O
Formationer: Sedimentær aflejringer af gamle træer op til 50 millioner år eller ældre. Rav er hærdet harpiks fra disse træer og er ofte indeholdende små plantedele og insekter fra jura- til kridttiden
Usædvanlige
egenskaber: Rav med identificerbar insekter og planter er sjældne og ret
kostbare. Men vær opmærksom ved køb af disse typer rav. Der findes mange
eksempler på at rav er blevet opvarmet og blødgjort og nye fremmedlegemer er
indsat for at gøre det mere kostbart.
Farver: Lysgul, grøn, rødlig orange, brune, hvide, sorte, lyse og mørke og
mange variationer af disse farver og findes i mange andre forskellige farver. 
Slidstyrke: Vil smelte ved høj varme som
juveleren skal være opmærksom på ved fremstilling af ravsmykker.

## Gemmologiske informationer
- Krystalsystem: Ingen, formløs
- RI: 1,54
- Dobbeltbrydning: Ingen
- Optiske egenskaber: Ingen
- Absorptionsspektrum: Ingen
- Vægtfylde (SG): 1,03 - 1,10
- Hårdhed: 2 - 2,5
- Klarhed: Opak - gennemsigtig
- Specielle identificerende egenskaber og test: Mange. Et hot point vil ikke smelte hurtigt ved ægte rav, hvorimod det vil smelte hurtigt ved plast eller harpiks. Rav vil også udvikle statisk elektricitet, når det gnubbes mod stof og vil virke "magnetiske" mod støvkorn. En SG-test vil adskille rav fra alle typer plast, på nær polystyren som dog kun bruges som perleimitation og ikke ravimitiation.
- Syntetisk: Ingen
- Imitationer: Nogle gange forveksles med jade. Ofte forveksles med harpiks og plast.

## Inklusioner i baltisk rav
- Stor rovbille (1 cm)- Coleoptera, Staphylinidae
- Snudebille - Coleoptera Brentidae Apion
- Bille - Coleoptera Scydmaenidae
- Kakerlak - Blattodea
- Myre - Hymenoptera, Formicidae
- Edderkop - Arachnida,Araneae
- mosskorpion - Arachnida,Pseudoscorpion´
- Mellus - Hemiptera, Sternorrhyncha, Aleyrodoidea, Psylloidea, Aleyrodidae?.